# Peel Sessions (The Smashing Pumpkins)
Peel Sessions är en EP med det amerikanska rockbandet The Smashing Pumpkins, utgiven i juni 1992. EP:n spelades in hos John Peels BBC Radio 1-show den 8 september 1991.
Samtliga låtar på EP:n gavs senare ut på samlingsalbumet Rarities and B-Sides (2005).

## Låtlista
1. Siva – 4:53
2. Girl Named Sandoz – 3:38
3. Smiley – 3:31

## Medverkande
- Billy Corgan – sång, gitarr
- James Iha – gitarr
- D'arcy Wretzky – bas
- Jimmy Chamberlin – trummor